# Tahir Iqbal (político)

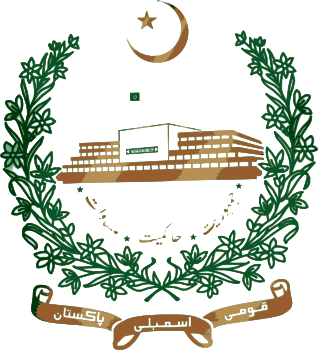
Emblema da Assembleia Nacional do Paquistão.

Tahir Iqbal é um político paquistanês membro da Assembleia Nacional do Paquistão desde agosto de 2018.

## Carreira política
Ele foi eleito para a Assembleia Nacional do Paquistão pela NA-164 (Vehari-III) como candidato do Paquistão Tehreek-e-Insaf nas eleições gerais de 2018 no Paquistão.

## 30em
1. ↑  «LIVE UPDATES: PTI leads in election 2018 results». www.pakistantoday.com.pk. Consultado em 4 de agosto de 2018